# Filoktet (tragedia)
Filoktet – tragedia grecka napisana przez Sofoklesa, wystawiona po raz pierwszy w Atenach w 409 roku p.n.e. Należała do trylogii, która zdobyła pierwsze miejsce w agonie tragicznym.

## Fabuła i świat przedstawiony
Tytułowym bohaterem sztuki jest Filoktet z krainy Ojty, syn Pojasa – przesławny łucznik, który razem z Grekami wyruszył na podbój Troi. Po drodze został jednak ukąszony przez strażnika nimfy Chryse – węża strzegącego bezlistnej figi, czego skutkiem była ropiejąca, niegojąca się rana wydzielająca okropny zapach. Greccy towarzysze Filokteta dowodzeni przez Odyseusza, króla Itaki, nie mogąc znieść jego głośnych jęków oraz samego smrodu, postanowili zostawić go na bezludnej wyspie Lemnos pod pretekstem niemożności odprawiania modłów do swoich bogów, zagłuszanych przez zawodzenia chorego. Zostawiono mu jego święty łuk ofiarowany przez jego przyjaciela Heraklesa, aby mógł w ten sposób zdobywać pożywienie.
Akcja dramatu rozgrywa się na wybrzeżu wyspy, na której Filoktet mieszka już od dziesięciu lat. Wtedy też zjawiają się tam Odyseusz oraz Neoptolemos ze Skyros, syn Achillesa. Mają oni za zadanie doprowadzić Filokteta wraz z jego łukiem do wojsk greckich oblegających Troję, gdyż, zgodnie z przepowiednią pojmanego wieszcza trojańskiego – Helenosa, bez syna Pojasa upadek tego potężnego miasta nie będzie możliwy. Sam król Itaki nie chciał osobiście udać się do Filokteta, jako że pozostawiony przez niego na Lemnos łucznik darzył go śmiertelną nienawiścią i Odysa czekałaby niechybna śmierć od jego strzał. W związku z tym namawia Neoptolema, aby ten podstępem, udając niechęć do Odysa, zwabił Filokteta na statek, zabrał jego łuk, dzięki czemu stanie się on bezbronny, a jego samego pojmał. Syn Achillesa, skuszony obietnicą wiecznej sławy (także on miał odegrać, według przepowiedni, kluczową rolę w zburzeniu Troi, lecz bez Filokteta nie było to możliwe), mimo dylematów moralnych i natury niezdolnej do kłamstwa przystaje na propozycję. Opowiada Filoktetowi o krzywdzie, jakiej miał doświadczyć od Greków po śmierci swojego ojca. Zgodnie z wersją przedstawioną łucznikowi, Grecy mieli oddać zbroję Achillesa Odyseuszowi, odmawiając jej prawowitemu spadkobiercy. Opowieść Neoptolema przerywa jeden z greckich żeglarzy przebrany za kupca, który informuje, że od brzegów Troi odbiła grecka ekspedycja, która wyruszyła w celu pojmania Filokteta i Neoptolema. Sam Filoktet, któremu już wcześniej Neoptolemos obiecał zabranie go do jego ojczyzny, wobec tych wydarzeń nalega na jak najszybsze odbicie od brzegu. Jednocześnie przekazuje synowi Achillesa swój łuk w podzięce za okazaną pomoc.
Neoptolemos, jako ucieleśnienie prawości, szlachetności, waleczności i odwagi, postrzega podstęp, kłamstwo i łamanie danego słowa jako czyny niegodne i niehonorowe, okrywające dopuszczającego się ich człowieka hańbą. Z tego też powodu, targany wątpliwościami, decyduje się w końcu wyznać prawdę Filoktetowi. Następnie, wiedziony litością, postanawia zwrócić mu broń. Widząc to na scenę wkracza Odys, który próbuje przekonać wielkiego łucznika do dobrowolnej podróży, stosując te same argumenty, co w stosunku do Neoptolema. Filoktet pozostaje jednak nieugięty i grozi skokiem w przepaść, wobec czego Odyseusz nakazuje swoim żeglarzom wzięcie go siłą, jednak wobec błagań postanawia zostawić go na wyspie i odpłynąć wraz z łukiem, prawdopodobnie mając nadzieję, że Filoktet sam zmieni zdanie, nie chcąc, aby ominęła go sława. Ten natomiast prosi jedynie o broń, aby mógł odebrać sobie życie, gdyż i tak nie przeżyje bez swojego łuku. Neoptolemos jednak oddaje mu broń mimo gróźb Odysa. Filoktet ma zamiar go zabić, jednak jego strzał zostaje udaremniony przez wojownika ze Skyros. Odys zostaje zmuszony do opuszczenia wyspy.
Ostatecznie Neoptolemos zaoferowuje Filoktetowi wypełnienie danej mu wcześniej obietnicy i oświadcza, że odwiezie go do domu, jeśli ten naprawdę tego chce, jednak wciąż namawia go na dobrowolną podróż do wybrzeży Troi. Łucznik zgadza się, dopiero gdy z niebios zstępuje Herakles, aby ogłosić, że zwycięstwo Greków i zburzenie Troi jest chwalebnym przeznaczeniem i wolą bogów, której należy się podporządkować, a samego Filokteta za udział w misji czeka nagroda; jego noga zostanie uleczona na miejscu przez samego Asklepiosa, a poprzez trudy i męstwo wywalczy sobie nieśmiertelną chwałę, podobną do tej, którą zyskał Herakles. Jednocześnie nakazuje mu odprawienie modłów po zburzeniu Troi i przyniesienie nagrody, którą dostanie od wojska, na grób herosa. Poleca też obu mężczyznom chronić się nawzajem, jako że w wypełnieniu tej misji są sobie nawzajem niezbędni. Usłyszawszy te słowa, Filoktet chętnie podejmuje wyprawę i wyrusza wraz z Neoptolemem.

## Osoby dramatu
- Odyseusz
- Neoptolemos
- Filoktet
- Chór żeglarzy
- Posłaniec
- Kupiec
- Herakles

Osoby nieme: żeglarze, towarzysze Odyseusza i Neoptolema.

## Tło historyczne
Prawdopodobnie podjęcie tematu historii Filokteta miało swe źródło między innymi w rywalizacji pomiędzy trzema wielkimi, współczesnymi sobie tragikami: Ajschylosem, Eurypidesem oraz Sofoklesem właśnie. Tragicy niejednokrotnie tworzyli swe sztuki odwołując się do historii opisanych już wcześniej przez innych twórców, aby, opracowując temat na nowo, w ten sposób zaprezentować swój kunszt i mistrzostwo. Tak też było z Filoktetem, któremu osobne tragedie już wcześniej poświęcili dwaj pozostali mistrzowie antycznego dramatu. Podobnym przykładem jest np. Elektra, napisana zarówno przez Eurypidesa, jak i Sofoklesa.
Powodem wybrania historii łączącej się z wojną trojańską mogła być także trwająca w chwili wystawienia sztuki wielka wojna peloponeska, którą toczyły Ateny oraz Sparta. Był to konflikt tak wielki i wyjątkowy dla Greków, że gdy szukano do niego odpowiednich porównań, odwoływano się właśnie do mitów o legendarnej wojnie trojańskiej.

## Problematyka utworu
Poprzez wprowadzenie do tragedii dwóch kontrastujących ze sobą postaci: Odyseusza – starego, chytrego polityka, pragnącego przede wszystkim osiągnąć swój cel, oraz Neoptolema, młodego i prawego herosa, nie umiejącego wytrwać w kłamstwie, pojawia się dylemat moralny. Rację stanu oraz posłuszeństwo swoim zwierzchnikom, a także żądżę sławy przeciwstawia się uczciwości, litości, sumieniu oraz konieczności honorowego postępowania; wybór pomiędzy tymi wartościami, zdecydowanie, która postawa jest słuszna, okazuje się trudny nawet dla Neoptolema. W utworze podkreślane jest także kilkakrotnie, że cierpienie Filokteta, zesłane z woli bogów, jest karą za jego czyny, którą musiał ponieść, a odkupienie może mu przynieść jedynie spełnienie woli bogów i wyruszenie pod Troję. Odyseusza, mimo iż ucieka się do wątpliwych moralnie wybiegów, także spotyka pewna nagroda, ponieważ służył sprawie greckiej.

## Filoktet Sofoklesa, Ajschylosa i Eurypidesa
Pozostałe tragedie o łuczniku z krainy Ojty nie przetrwały do dziś – w oryginale zachowało się zaledwie kilkanaście drobnych fragmentów, przetrwały za to zapiski greckiego retora Diona z Prusy w Bitynii, który przeczytał wszystkie trzy sztuki i „na gorąco” spisywał swoje wrażenia z lektury, porównując trzy tragedie ze sobą i wskazując na różnice.
W tragedii Ajschylosa Filoktet żalił się na swój los mieszkającym na wyspie Lemnijczykom. Jak stwierdza Jerzy Łanowski, „jego samotność nie była tak absolutna”. Na wyspę przybył po niego jedynie Odyseusz, udając zbiega z greckiej floty. Przekonywał Filokteta, że sam Odys oraz Agamemnon zginęli, a wojskom greckim grozi klęska. Dla Filokteta takie argumenty nie były jednak wystarczające, dopiero atak jego choroby pozwolił Odyseuszowi zabrać mu łuk. Jakie były ostateczne argumenty, które skłoniły sławnego łucznika do podróży i w jakich okolicznościach opuścił wyspę wraz z królem Itaki – nie wiadomo.
Eurypides zdaje się w swojej wersji między innymi poprawiać to, co mogło mu się wydawać mało wiarygodne w sztuce poprzednika, między innymi fakt, że Filoktet nie rozpoznał w greckim uchodźcy swojego znienawidzonego wroga. U Eurypidesa głos oraz wygląd Odysa zostaje zmieniony przez samą Atenę. Oprócz greckiego wodza na wyspę przybyło także poselstwo trojańskie, znające treść przepowiedni Helenosa, oferując łucznikowi władzę nad miastem w zamian za ocalenie. Wobec dwóch stron wykładających swoje racje mogło zostać ukazane wahanie Filokteta. Także w tej sztuce ostatecznie zwyciężał Odyseusz. Według Diona z Prusy właśnie ta wersja była „najbardziej polityczna i retoryczna” (politikotate i rhetorikotate). Prawdopodobnie należy to rozumieć jako pochwałę zaprezentowanych w tekście zdolności przekonywania słowami oraz wyczucia, rozumu politycznego. Racja stanu zostaje przedstawiona jako ważniejsza od zwykłej, wymaganej od człowieka uczciwości i prawdomówności. Eurypides wprowadził także do swojej sztuki postać Heraklesa, jednak, według Łanowskiego, w tym przypadku jego pojawienie się miało służyć rozwiązaniu sytuacji bez wyjścia, u Sofoklesa zaś było logicznym następstwem poprzedzających pojawienie się herosa wydarzeń, jako że Sofokles miał wierzyć w wyższy, uniwersalny porządek rzeczy, oraz szukać wyższych sankcji.
Nowościami wprowadzonymi do historii Filokteta przez Sofoklesa było uczynienie wyspy Lemnos bezludną, mimo iż była ona zamieszkana już w czasach przedgreckich, a sam Filoktet miał na niej przebywać w samotności przez dziesięć lat. Zabieg ten miał prawdopodobnie dodać cierpieniu Filokteta heroizmu oraz podkreślić zawziętość i nienawiść wobec Greków. Na scenie obok Odysa pojawił się także Neoptolemos, który według części krytyków jest właściwym bohaterem tragedii, w której dużo uwagi poświęca się jego moralnym wyborom, rozterkom i wewnętrznemu konfliktowi.

## Niektóre tłumaczenia

### Na język angielski
- Thomas Francklin, 1759 – wierszowane: pełny tekst
- Richard C. Jebb, 1904 – proza: pełny tekst
- Francis Storr, 1912 – wierszowane
- David Grene, 1957 – wierszowane
- Gregory McNamee, 1986 – proza: pełny tekst
- Christopher Webber, 1989 – wiersz i proza
- Seth L. Schein, 2003 – wiersz i proza
- George Theodoridis, 2009 – proza, pełny tekst

### Na język polski
- Zygmunt Węclewski, 1875
- Kazimierz Kaszewski, 1888
- Kazimierz Morawski, 1916 (wznowienie w opracowaniu Zygmunta Kubiaka w 1969)
- Jerzy Łanowski, 1975 (z angielskiego i francuskiego, w oparciu o wydania: Sophocles, Philoctetes, Edited by T.B.L. Webster, Cambridge 1970; Sophocle, T. III. Philoctète – Oedipe à Colone. Texte établi par Alphonse Dain et traduit par Paul Mazon, Paris 1960)
- Robert Roman Chodkowski, 2009
- Antoni Libera, 2012